# Norman Wells
Norman Wells – miasto (ang. town) w Kanadzie, w środkowej części Terytoriów Północno-Zachodnich, nad rzeką Mackenzie.